# ذروة براغ

منحنى براغ لجسيمات ألفا في الهواء، ذات طاقة MeV 5.49.

ذروة براغ (بالإنجليزية: Bragg peak)‏، هي ذروة حادة تظهر في منحنى براغ الذي يبين العلاقة بين خسارة طاقة جسيمات الأشعة المشحونة (البروتونات والفا والأشعة المؤينة الأخرى) كدالة للمسافة التي تقطعها داخل الوسط المادي، تظهر ذروة المنحي مباشرةً قبل وصول الجسيمات لحالة السكون.
سميت الذروة على اسم العالم ويليام هنري براغ الذي إكتشفها عام 1903م.

## التفاصيل
عندما تخترق الجسيمات المشحونة المتحركة بسرعة عالية كتلة من المادة، فإنها ستعمل على تأيين ذرات المادة على طول مسارها، مما يزيد من مساحة المقطع العرضي للتفاعل والذي بدوره سيقلل الطاقة الحركية للجسيمات المشحونة المخترقة مما يسبب هذه الذروة في المنحى، حيث تتناسب طاقة الجسيمات المشحونة عكسياً مع مربع سرعتها، والذي يفسر سبب حدوث هذه الذروة مباشرة قبل التوقف التام للجسيمات بقليل.

## التطبيقات
وتعتبر هذه الظاهرة مهمة جداً وتستخدم في العلاجات الإشعاعية كعلاج أمراض السرطان بواسطة اشعة الجسيمات المشحونة حيث يتم تركيز تأثير الأشعة المؤينة على الأنسجة المصابة بينما يتم تقليل التأثير على الأنسجة السليمة المحيطة بالمنطقة.